# Logonna-Daoulas
Logonna-Daoulas település Franciaországban, Finistère megyében. Lakosainak száma 2127 fő (2022. január 1.). Logonna-Daoulas Plougastel-Daoulas, Daoulas, Hôpital-Camfrout és Irvillac községekkel határos.

## Népesség
A település népességének változása:
| Lakosok száma | 1223 | 1312 | 1429 | 1969 | 2110 | 2116 | 2124 | 2133 | 2120 | 2127 |
|               | 1968 | 1982 | 1990 | 2006 | 2013 | 2015 | 2017 | 2019 | 2020 | 2022 |